# Habenaria kingii
Habenaria kingii är en orkidéart som beskrevs av Joseph Dalton Hooker. Habenaria kingii ingår i släktet Habenaria och familjen orkidéer. Inga underarter finns listade i Catalogue of Life.